# Mohammed El-Gorani
Mohammed El-Gorani es un ciudadano chadiano nacido en Arabia Saudita en la ciudad de Medina en 1986. Formó parte de los 17 menores presos en el centro de detención de Guantánamo que tenían aproximadamente 15 o 16 años al momento de su encarcelamiento. Fue prisionero durante siete años antes de lograr su libertad gracias a los abogados de la ONG británica Reprieve. Su historia dio origen a la historieta histórica Guantánamo Kid de Jérôme Tubiana y Alexandre Franco publicada en marzo de 2018.

## Biografía
Los padres de Mohammed El-Gorani originarios de Chad, migraron a Arabia Saudita en 1986 para buscar trabajo. Debido a su nacionalidad, El-Gorani fue víctima de discriminación y no se le permitió asistir a la escuela, por esta razón viaja a Pakistán con el fin de estudiar inglés e informática, allí es arrestado por la policía pakistaní y entregado al ejército estadounidense como supuesto terrorista a cambio de una recompensa.
Inicialmente, El-Gorani es conducido hacia la base aérea de Bagram en Afganistán, y según ciertas fuentes, allí estuvo desnudo durante varios días y fue víctima de tortura. Después de dos meses fue transferido a la cárcel Guantánamo en donde estuvo detenido por siete años y medio a pesar de ser menor de edad. El abogado Clive Stafford Smith lo identifica como uno de los 17 adolescentes presos en la zona para mayores de edad de la prisión. Además, relata los vejámenes que sufrió a lo largo del encarcelamiento.
Con la ayuda de los abogados de la ONG Reprieve, El-Gorani fue puesto en libertad en 2009. El 14 de enero de 2009 el juez Richard J. Leon ordena su liberación definitiva debido a que los elementos que prueban que era un combatiente talibán se basaban en declaraciones de presos, cuya credibilidad había sido puesta en duda por el gobierno estadounidense. El-Gorani fue finalmente devuelto a Chad en 2010. 
Según una investigación de The Independent, Gorani fue acusado de asociarse con Abou Qatada en Londres en 1999, sin embargo,en esta época tenía doce años y se encontraba con su familia en Arabia Saudita.

## Investigación deThe Boston Globe
El 14 de julio de 2006 The Boston Globe dio a conocer una investigación que analizaba la credibilidad de los "testimonios" contra algunos prisioneros en Guantánamo. El-Gorani fue uno de los detenidos contra quienes estas acusaciones eran poco creíbles. Según The Boston Globe, los testimonios indicaban que El-Gorani hacía parte de una célula terrorista en Londres bajo el mando del comandante de Abu Qatada en 1998, cuando solo tenía once o doce años. Las sospechas en contra de El-Gorani provienen en parte de la falta de traductores calificados : en su dialecto, zalati significa "tomate", sin embargo, en el dialecto del intérprete, este término significa "dinero". Cuando el intérprete le preguntó a El-Gorani dónde obtuvo el dinero en su país, el prisionero estableció una lista de agricultores del mercado donde compraba tomates. 

## Los suicidios del 10 de junio de 2006
En lo que será denominado el caso de los Guantanamo suicide attempts, el 10 de junio de 2006 sucedieron tres suicidios al interior de la prisión de Guantánamo. Los rumores afirmaban que los abogados de los prisioneros planearon estos suicidios. Washington Post sostuvo que las autoridades sospechaban del abogado Clive Stafford Smith. Por su parte, Smith afirmó que su cliente, El-Gorani, fue sometido a un interrogatorio severo para establecer un vínculo entre él y los suicidas.
El 25 de abril de 2008, en el periódico Lebanon Daily Star, el historiador Andy Worthington informa que El-Gorani fue víctima de distintos tipos de tortura:
- Privación de sueño
- Quemaduras con cigarrillo
- Duchas de agua helada
- Colgamiento sin tocar suelo por largos intervalos de tiempo
- Amenazas de emasculación con tijeras.

## Guantánamo Kid
En marzo de 2018 surgió la historieta histórica Guantánamo Kid : la verdadera historia de Mohammed El-Gorani, cuyo guion fue realizado por Mohammed El-Gorani, Jérôme Tubiana, y las ilustraciones por Alexandre Franc. 
Después de su liberación, Mohammed El-Gorani fue enviado en 2010 a N'Djaména, donde conoció a Jérôme Tubiana periodista e investigador independiente que ha seguido los conflictos en el Sahel y en el Cuerno del 'África. Durante dos semanas Tubiana recogió la historia del exprisionero. El desarrollo de la historieta tardó un año y tuvo la participación de Amnistía Internacional. El guionista trabajó en colaboración con El-Gorani para que cada oración de Guantánamo Kid correspondiera a una cita exacta de su relato. 
Los anexos de la obra están compuestos por un archivo documental sobre la vida de El-Gorani en Guantánamo y después de su liberación.
En septiembre de 2018, el periódico belga Le Soir otorgó a Alexandre Franc y a Jérôme Tubiana el premio Atomium a la mejor historieta de reportaje por Guantánamo Kid.